# Hassan Waiss
Hassan Waiss (* 1996) ist ein dschibutischer Leichtathlet, der sich auf den Langstreckenlauf spezialisiert hat.

## Sportliche Laufbahn
Erste internationale Erfahrungen sammelte Hassan Waiss im Jahr 2023, als er bei den Weltmeisterschaften in Budapest im Marathonlauf an den Start ging, jedoch nicht das Ziel erreichte. 2025 gewann er bei den Arabischen Meisterschaften in Oran in 1:05:02 h die Bronzemedaille im Halbmarathon hinter seinem Landsmann Aden Waberi Darar und El-Hadi Laameche aus Algerien.

## Persönliche Bestleistungen
- Halbmarathon: 1:02:05 h, 13. März 2022 in Gent
- Marathon: 2:15:40 h, 24. April 2022 in Hamburg